# Cái chết của Alayna Ertl
Alayna Ertl là một cô bé 5 tuổi mất tích đến từ Watkins, Minnesota, sau đó được tìm thấy đã bị sát hại. Cô bé mất tích vào thứ Bảy, ngày 20 tháng 8 năm 2016, và được nhìn thấy lần cuối còn sống vào khoảng 2 giờ sáng, theo Cảnh báo Amber đã đưa ra. Khi bố mẹ của Alayna Ertl thức dậy lúc 8 giờ sáng thứ Bảy, họ nhận thấy rằng con gái cùng chiếc xe bán tải của họ và người khách trọ cùng họ qua đêm đã biến mất. Sau khi bố mẹ cô báo tin mất tích, điện thoại di động của cha cô trong xe tải đã phát ra một tháp di động ở Quận Todd, Minnesota, cho biết cô bé có thể đang ở đâu đó. Thi thể của cô bé được tìm thấy chín giờ sau đó ở Quận Cass gần Công viên Hoang dã trong một khu vực đầm lầy.
Người khách qua đêm, Zachary Todd Anderson, được cho là đã đánh cắp chiếc xe bán tải GMC Sierra đời 2002 màu trắng của gia đình trong vụ bắt cóc. Anh ta sống ở một khu vực hẻo lánh vào khoảng 4:20 chiều, Giờ miền Trung. Cảnh sát đã theo dõi chiếc xe đến cabin của gia đình Anderson, nơi không có người ở khi họ đến. Khi cảnh sát xác định được vị trí của Anderson, anh ta đang đứng trong một đầm lầy phía sau cabin với cổ tay bị chém. Cuối cùng anh ta dẫn họ đến cơ thể của Alayna, nơi đã hoàn toàn chìm dưới nước. Khám nghiệm tử thi đã tìm thấy bằng chứng về hành vi tấn công tình dục, và xác định nguyên nhân cái chết là do bị siết cổ và chấn thương vùng đầu.
Vào ngày 2 tháng 3 năm 2018, Anderson đã nhận tội giết người cấp độ một trong khi thực hiện hành vi tình dục tội phạm cấp độ một. Anh ta nhận bản án tù chung thân của Minnesota mà không có khả năng được ân xá.